# Жайык (городище)
Городище Жайы́к — средневековое городище в Западно-Казахстанской области Казахстана, близ современного города Уральска.

## История
Городище в 12 километрах от Уральска, на реке Чаган, притоке Урала, было открыто археологами в 2001 году. С этого момента на объекте ведутся раскопки. Имеются данные, что о городище было известно ещё в советские времена.
Населённый пункт датируется XIII—XIV веком, когда территория Западного Казахстана входила в состав Золотой Орды. Город здесь, вероятно, сформировался в период правления ханов Узбека и Джанибека.
Доктор исторических наук Мурат Сдыков высказал предположение, что Жайык является прародителем современного Уральска. Это позволяет увеличить возраст города на три века (официальной датой основания Уральска считается 1613 год). Однако данное заявление подвергается критике, поскольку между двумя населёнными пунктами нет непосредственной связи.

## Раскопки
На месте раскопок найдено несколько промышленных печей, баня и мавзолей. Стены, ширина которых доходила до 1,5 метров, были построены из кирпича. Все строения были сделаны в тюркском стиле, что говорит о том, что эти постройки датируются XIII—XIV веками.
Промышленные печи (5 м в длину, 1 м в ширину) служили для обжига кирпичей, температура в печах достигала 200 градусов по Цельсию.
Баня была снабжена системой отопления, состоящей из восьми труб, проложенных под деревянным полом.
Мавзолей был конусообразной формы, со спиралевидной лестницей. Стены его частично разрушены. В настоящее время раскопки печей обжига законсервированы.